# Jacamar tridactyle
Jacamaralcyon tridactyla
Genre
Espèce
Statut de conservation UICN

 VU A2c+3c+4c;D1 : Vulnérable
 C2a(i) 
Le Jacamar tridactyle (Jacamaralcyon tridactyla) est une espèce d'oiseaux, la seule espèce du genre Jacamaralcyon.

## Répartition
C'est une espèce endémique du Brésil (États du sud-est).